# ساباط

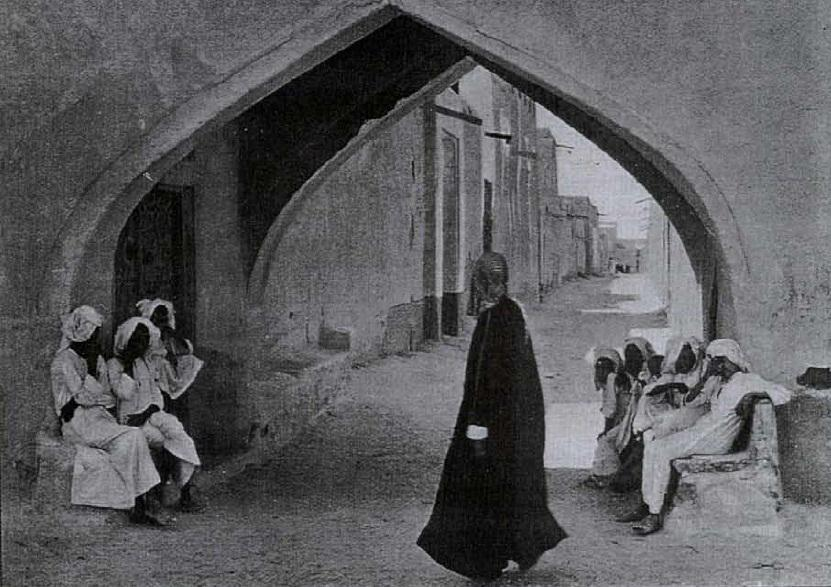
ساباط تقليدي بسيط في مدينة الكويت في الثلاثينات، مزود بدكات.

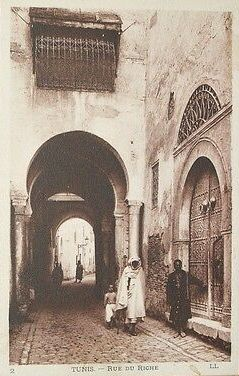
أحد أصبطة مدينة تونس العتيقة بنهج الغني، في أوائل

السَّابَاطُ (الجمع: سَوَابِيطُ وسَابَاطَاتٌ) أو الصاباط (ج صوابط) أو الصباط (ج أصبطة) من العناصر المعمارية الإسلامية، يُرى مثلا بالقاهرة وتونس والجلفة وغيرها في أنحاء البلدان، وهي سقيفة بين حائطين بينهما ممر نافذ. وغالبا يكون على شكل، ممر مسقوف بين المباني أو في داخل بناء كبير، ويكون على ارتفاع مقبول لمرور القوافل، والتسقيفات تختلف بين أنواع العقود من دائرية ومدببة، قد تكون بعض الساباطات مملوكة لصاحب البيت وللمارة الحق في المرور، عادة مايكون الساباط مبلطا ومرصوفا.
قد تمتد بين دارين على نهج مار بينهما، وقد تمر خلال مبنى لتصل بين جهتيه، وهي من تجليات مبدأ حق الطريق في الإسلام، كما ينتفع به المارة فيستظلون به صيفا وتبرد السكة من تحته.